# كريم راجح
كريِّم راجح (ولد 1344 هـ / 1926 م) علَّامة سوري، شيخ قرَّاء بلاد الشام، وفقيه شافعي، وأديب لغوي، وخطيب مِصقَع، اشتَهَر بمواقفه الجريئة في نصرة الحقِّ والتصدِّي للباطل، وبمعارضته لنظام بشار الأسد وتأييده للثورة السورية. 

## نشأته وطلبه للعلم
وُلد كريِّم بن سعيد بن كريِّم راجح في كفر حَوَر، وهي قرية تبعُد قرابة خمسين كيلومترًا من العاصمة دمشق. حصل على إجازة بالسند المتصل من الشيخ أحمد الحلواني. وحفظ القرآن كاملًا عند الشيخ ياسين الزرزور. ثم حصل على الثانوية العامَّة ليدخل إلى كلية الشريعة، ثم عُيِّن مدرِّسًا في وِزارة الأوقاف السورية.

## شيوخه
- حسين خطَّاب
- حسن حبنكة الميداني
- خيرو ياسين
- نعيم شقير
- مصطفى الخن
- عبد القادر قويدر

## تلاميذه
قرأ عليه تلاميذ كثر وجمعوا عليه الشاطبية والدرة، وكان لا يمرُّ عليه يوم لا يُقرِئ فيه، وكان من أبرز من قرأ عليه:
- فهد خاروف
- عبد الله الصومالي
- توفيق حداد
- محمد شقير
- يوسف فريح
- زوجته أم أزهر
- ميرا أبو غيدة

## في مشيخة القرَّاء
عُين كريم راجح شيخًا لقرَّاء بلاد الشام في الثمانينيات بعد وفاة الشيخ حسين خطَّاب.

## مؤلفاته
له العديد من المؤلفات في علوم القرآن من أشهرها:
1. "أوضح البيان في شرح مفردات وجُمل القرآن" بهامش المصحف، دار المعرفة، بيروت 1983.[3]
2. "مختصر تفسير القرطبي"، دار الكتاب العربي، بيروت، 1986.[4]
3. "مختصر تفسير ابن كثير"، دار المعرفة، بيروت 1988.[5]
4. "القراءات العشر المتواترة - من طريقي الشاطبية والدرة - في هامش القرآن الكريم"، مكتبة دار المهاجر، المدينة المنورة 1992.[6]
5. تقديم كتاب "أمور هل يقرها الإسلام؟" لمؤلفه يوسف الحاج أحمد، دار الفارابي، دمشق 1998.
6. تقديم كتاب "ومَضات من أرض الكِنانة - كلمات في الدفاع عن كتاب الله المعجِز" لمؤلفه  يحيى محمد الحكمي الفيفي، مؤسسة الريان، بيروت 2005.

## مواقفه
حرًم بناء الجدار الفولاذي بين مصر وقطاع غزة قائلًا:  « هو أشدُّ خيانةٍ عرفها التاريخ الإسلامي حتى يومنا هذا -واصفًا ذلك العمل بـالوقاحة- وقال الشيخ راجح  إنني لا أعلم خيانةً منذ قام الإسلام إلى يومنا هذا أشدَّ من هذه الخيانة التي تُصنَع على بصر العالم وسمعه، والذي يقوم بها من كان يُظَنُّ أن يكون حاميًا للمسلمين وقائمًا بأمرهم، وأن يكون ملجأ الأمة العربية إذا أصابها ضيمٌ أو نزل بها سوء، ثم أن يكون بعد ذلك الغطاء الكثيف لما تعمله إسرائيل ولِمَا تأتي به من قتلٍ للأطفال والنساء والمرضى والعُجَّز والشيوخ، وأن تستحل ذلك بقنابل محرمة عالميًّا وقانونيًّا.».

## استقالته
في مرحلة الاحتجاجات السورية عام 2011م استقال راجح وهو يخطب على منبره في جامع الحسن في حي الميدان. حين قال: «أرسل من هنا إلى وزير الأوقاف وإلى مدير الأوقاف أنني لا أخطب بعد اليوم حتى تنتهي هذه الأمور».

## حياته الشخصية
مُتزوِّج وله ستة أبناء وثلاث بنات.

## الملاحظات
1. ↑  اسمه الحقيقي كريِّم، ولكن مشايخه نادَوه باسم محمد، فاشتَهَر باسم محمد كريِّم، وهو الاسم الذي صار يُثبته على أغلفة كتبه.

## وصلات خارجية
- جميع سور القرآن الكريم بصوت شيخ قراء الشام الشيخ كريم راجح
- فيديو تعريفي بمسيرة شيخ قراء الشام الشيخ محمد كريم راجح، إعداد قناة المجد - برنامج القراء - 2009